# Emirat Afganistanu (1929)
Emirat Afganistanu – państwo nieuznawane rządzone przez sakkawistów oraz emira Habibullaha Kalakaniego, istniejące
od stycznia 1929 do października tego samego roku. 